# Boulogne-i határozat

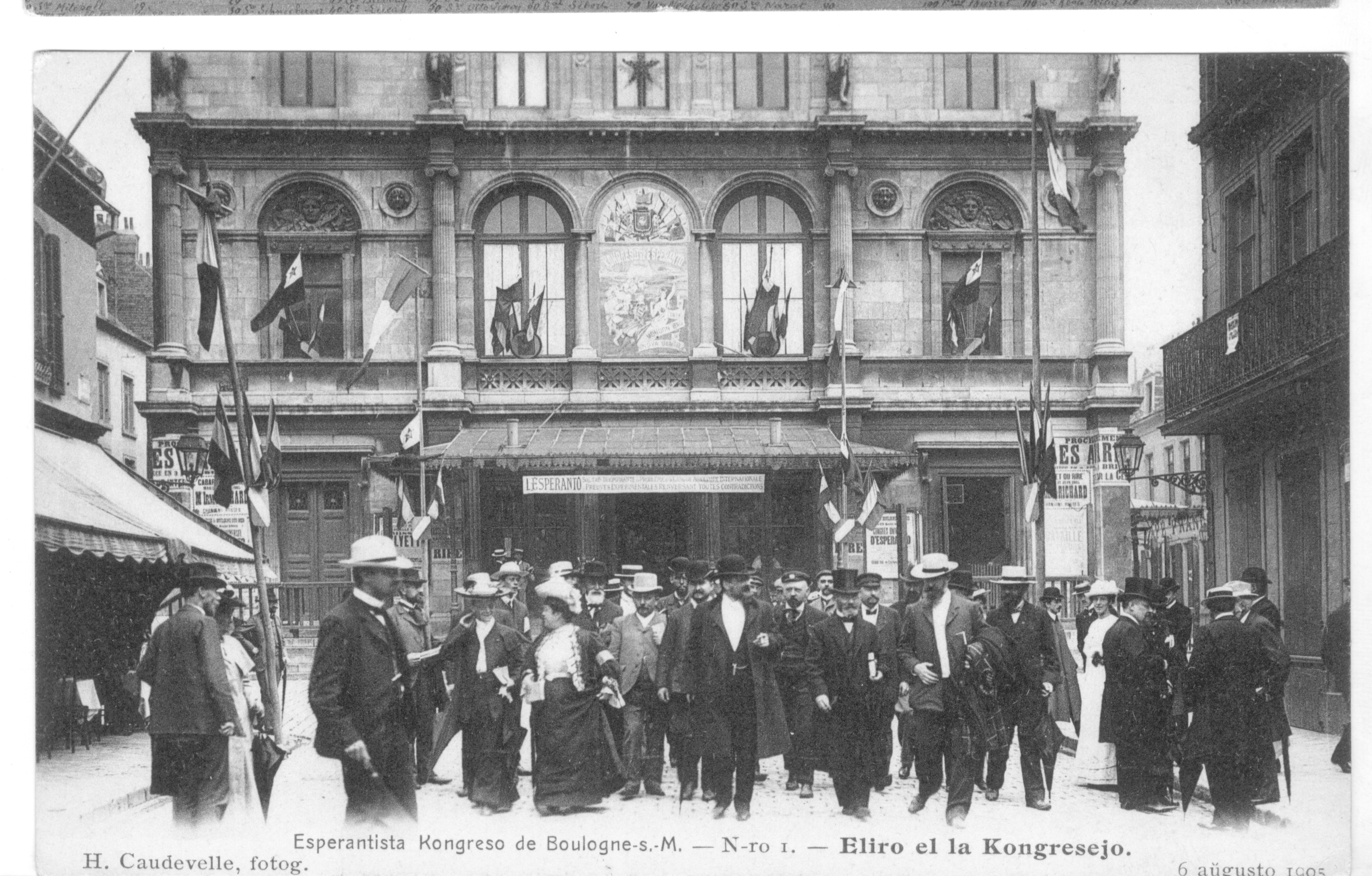
Az első világkongresszus vége Boulogne-sur-Merben

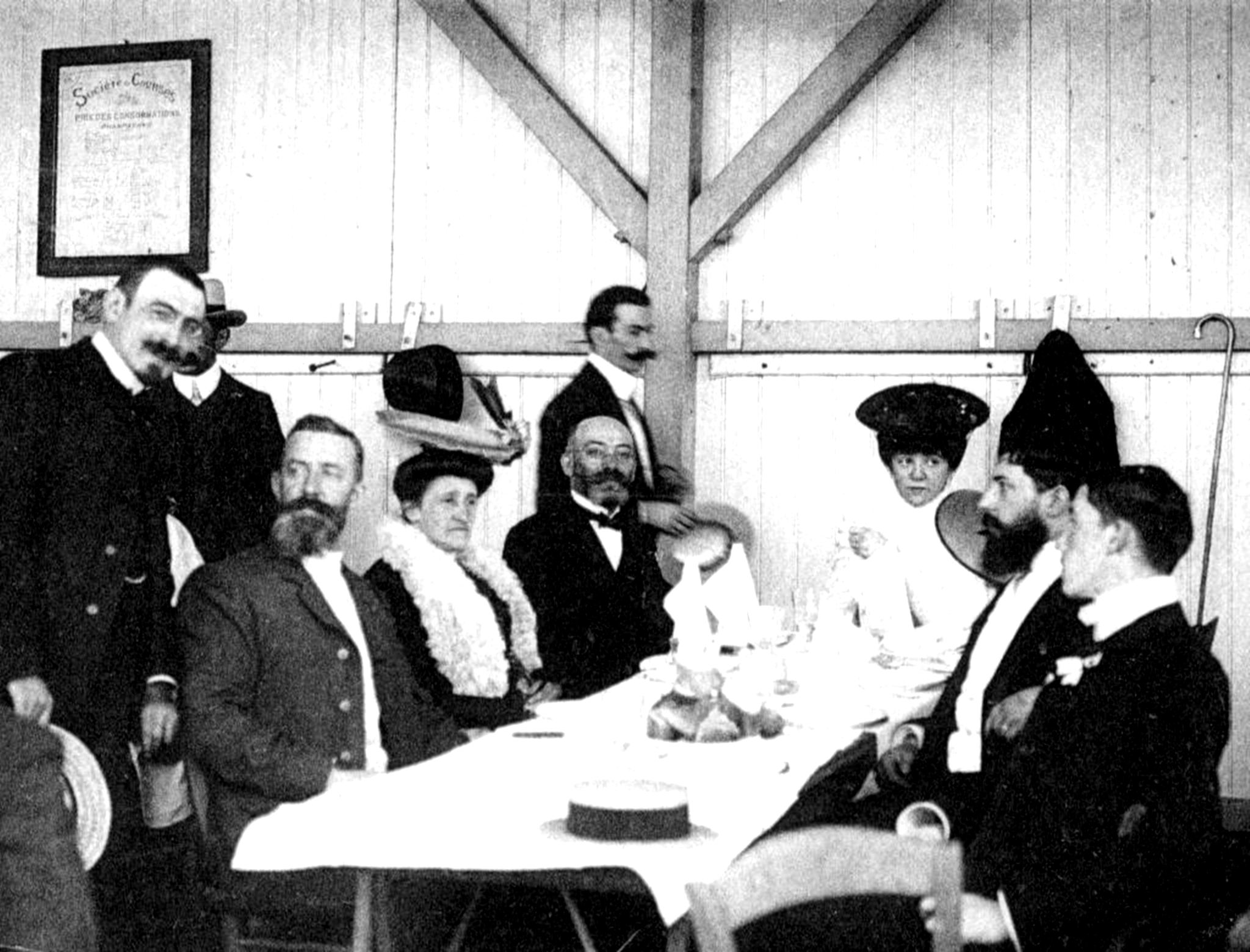
A Zamenhof és a Michaux család az első világkongresszuson

A boulogne-i határozat (eszperantóul Bulonja Deklaracio, teljes nevén Deklaracio pri la esenco de Esperantismo, határozat az eszperantizmus lényegéről) egy dokumentum, melyet L. L. Zamenhof írt, és az Első Eszperantó Világkongresszus résztvevői szentesítettek a franciaországi Boulogne-sur-Merben, 1905-ben. A határozat az eszperantizmust úgy definiálta, mint az eszperantó széles körű használatát a természetes nyelvek kiegészítőjeként nemzetközi és népek közti kontextusban, nem pedig azok helyettesítőjeként saját területükön. Megfogalmazódott benne, hogy az eszperantó mozgalom politikai és vallási szempontból semleges, az eszperantó nyelv jogilag közkincs és bárki tetszése szerint használhatja, mert alkotója a kezdettől fogva lemondott szerzői jogairól. A határozat kijelenti, hogy az eszperantót beszélők számára az egyetlen kötelező érvényű szabályzat a Fundamento de Esperanto című mű (melyben a nyelv korai nyelvtana, szótára és mintaszövegek szerepelnek), melynek utánzására minden beszélőt bátorítanak a nyelv stabilitása érdekében. Végül a határozat eszperantistaként definiálja azokat, akik ismerik és bármely célra használják az eszperantó nyelvet – még akkor is, ha magának a nyelvnek a szóalkotási szabályai szerint az esperantisto azt jelenti, hogy „az eszperantizmus követője”.

## Fordítás
- Ez a szócikk részben vagy egészben  a   Declaration of Boulogne című angol Wikipédia-szócikk ezen változatának fordításán alapul.  Az eredeti cikk szerkesztőit annak laptörténete sorolja fel. Ez a jelzés csupán a megfogalmazás eredetét és a szerzői jogokat jelzi, nem szolgál a cikkben szereplő információk forrásmegjelöléseként.

## Forrás
- Deklaracio pri la Esenco de la Esperantismo ĉe la paĝo de AdE

- (itala) Esperanta Civito: la comunità soggetto di diritto internazionale costituita sullo jus sermonis Archiválva 2021. január 18-i dátummal a Wayback Machine-ben., jutuba filmeto